# Бутми, Эмиль
Эмиль Бутми (фр. Émile Boutmy; 13 апреля 1835, Париж — 25 января 1906, там же) — французский политолог и социолог.

## Биография
Эмиль Бутми изучал право в Париже, а с 1867 по 1870 год читал лекции по архитектуре в истории и культуре цивилизаций в Высшей школе архитектуры (École Spéciale d’Architecture, Paris). Потрясенный невежеством и отсутствием решений политических проблем во времена Парижской Коммуны, Эмиль Бутми с группой ведущих промышленников и ученых основал в 1871 году Вольную школу политических наук (École Libre des Sciences Politiques, Paris) и стал её директором. В число основателей наряду с Эмилем Бутми также вошли Ипполит Тэн, Эрнест Ренан, Альбер Сорель и Пьер Поль Леруа-Болье.
С 1873 по 1890 год Бутми читал курсы по конституционной истории Англии, Франции и Соединенных Штатов. В 1879 году избран в Академию моральных и политических наук. В настоящее время в его честь назван Большой зал Института политических исследований в Париже (Institut d'Études Politiques de Paris).

## Избранные труды
- Развитие конституции и политического общества в Англии. Общеполезная библиотека для самообразования. М. изд. М. В. Клюкина 1897 г.
- Развитие государственного и общественного строя Англии. Научно-образовательная библиотека. М. тип. об-ва распростр. полезных книг 1904 г.
- Philosophie de l’architecture en Grèce (Философия и архитектура Греции), 1870
- Quelques Observations sur la réforme de l’enseignement supérieur (Некоторые замечания по Реформе Высшего Образования), 1876
- Études de droit constitutionnel (Исследования по конституционному законодательству), 1888
- Le recrutement des administrateurs coloniaux (Подбор кадров для администрации в колониях), 1895
- Essai d’une psychologie politique du peuple anglais au XIXe siècle (Эссе по политической психологии англичан в XIX веке), 1901
- Le Parthénon et le génie grec (Парфенон и греческое инженерное искусство), 1901
- Études politiques : La souveraineté du peuple, la Déclaration des droits de l’homme (Суверенитет народа, Декларация прав и свобод), 1907
- Éléments d’une psychologie politique du peuple américain (Основы политической психологии американского народа), 1911